# میدلوتیان (ویرجینیا)
میدلوتیان (به انگلیسی: Midlothian) یک منطقهٔ مسکونی در ایالات متحده آمریکا است که در ویرجینیا واقع شده‌است. میدلوتیان ۵۸٬۸۸۰ نفر جمعیت دارد و ۱۱۱٫۸۶ متر بالاتر از سطح دریا واقع شده‌است.